# Титлинг
Титлинг (њем. Tittling) град је у њемачкој савезној држави Баварска. Једно је од 38 општинских средишта округа Пасау. Према процјени из 2010. у граду је живјело 3.656 становника. Посједује регионалну шифру (AGS) 9275152.

## Географски и демографски подаци
Титлинг се налази у савезној држави Баварска у округу Пасау. Град се налази на надморској висини од 540 метара. Површина општине износи 20,8 km². У самом граду је, према процјени из 2010. године, живјело 3.656 становника. Просјечна густина становништва износи 176 становника/km².